# Cantera de Els Quatre Camins (Énova)
La cantera de “Els Quatre Camins”, también conocida como el  Llosar dels Francs, es un yacimiento arqueológico a 500m. de la villa romana, conocida como Villa Cornelius, localizada en la «Partida dels Francs»,  en el municipio de Énova, en la comarca de la Ribera Alta de la provincia de Valencia.
Se trata de unas canteras que, según algunos estudiosos (como el arqueólogo Miquel Ramon Martí), podrían considerarse las más importantes de época romana en la península ibérica.
La comercialización del mármol que se extraía de estas canteras fue la principal fuente de riqueza de la familia Iunii, de la Tribu Galeria, propietarios de la cantera y de la villa Cornelius.
El transporte de la piedra se hizo a través de las carriladas, es decir, unos surcos en las rocas que canalizaban las ruedas de los carros, que pueden contemplarse aún en el camino que lleva de Énova a Barxeta.
En la cantera se conserva  marcas que demuestran que el mármol se extraía formando bloques rectangulares.  Estos grandes bloques eran transportados en carros de bueyes hasta a la villa, donde se continuaba con el trabajo de los canteros o los lapicidas, que  los fragmentarían y les darían forma de piezas determinadas, según el pedido que hubiese que servir. De este mármol se hacían lápidas sepulcrales, monumentos de distintas dimensiones y hasta losas para pavimentar el teatro romano de Zaragoza, o los zócalos de la puerta románica de la Catedral de Valencia.
En el mismo municipio de Énova quedan diversas lápidas romanas que proporcionan los nombres griegos de esclavos como Leonas, Vibio Éutico (Vibius Euthycus) e Himeto (Himetós), que están construidas con materiales procedentes de estas canteras.